# Schwäbische Küche

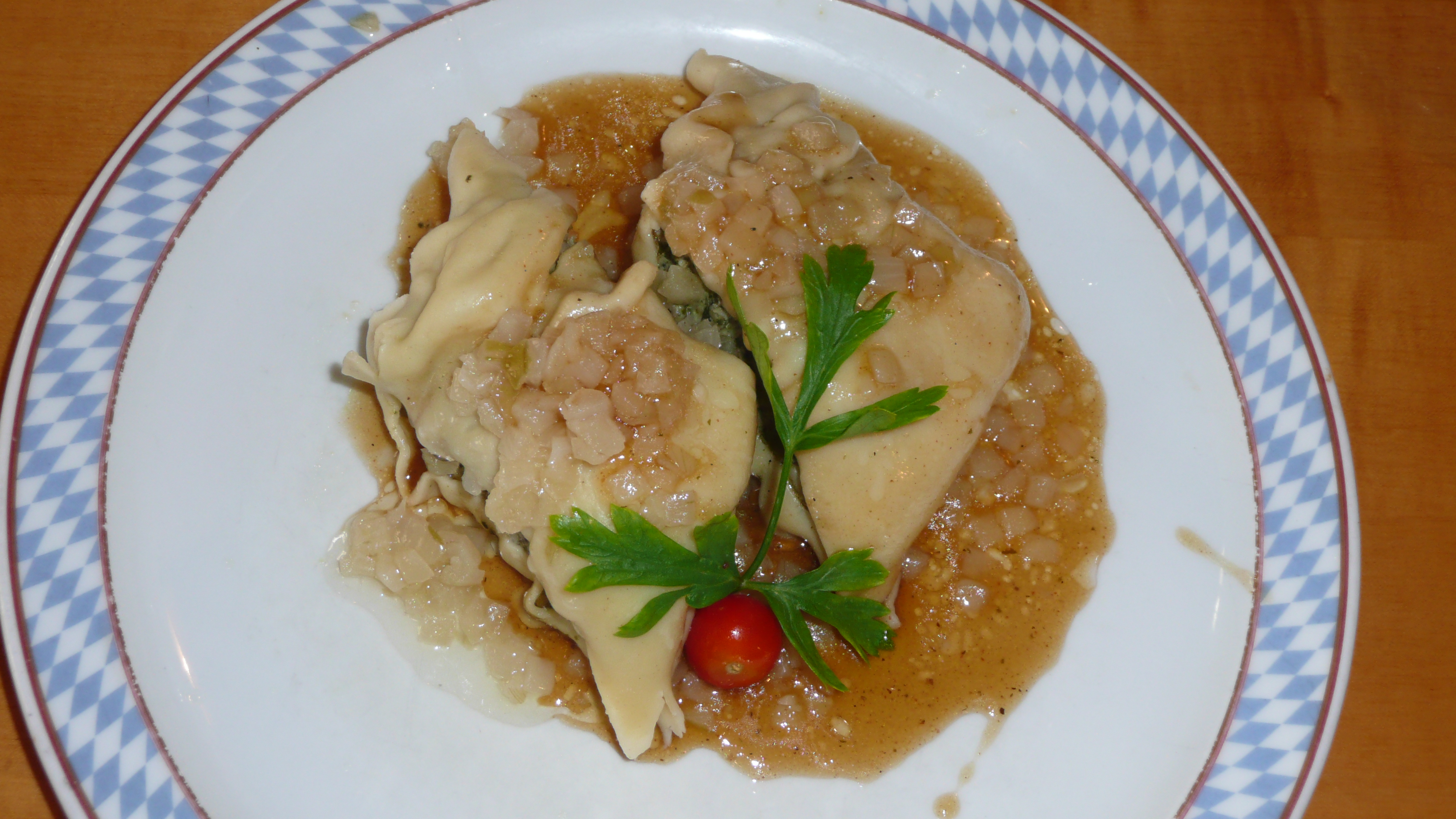
Schwäbische Maultaschen

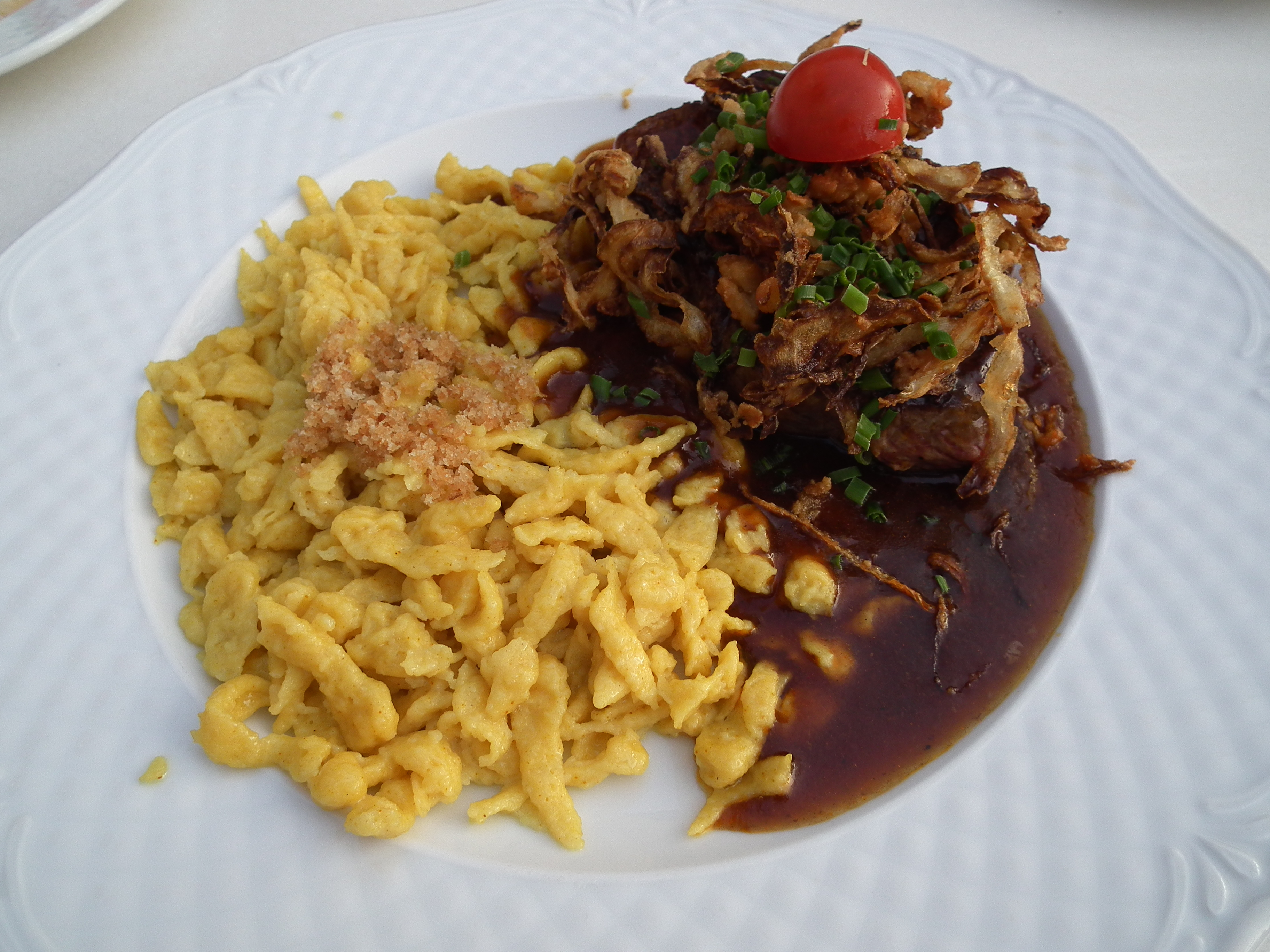
Zwiebelrostbraten mit Spätzle

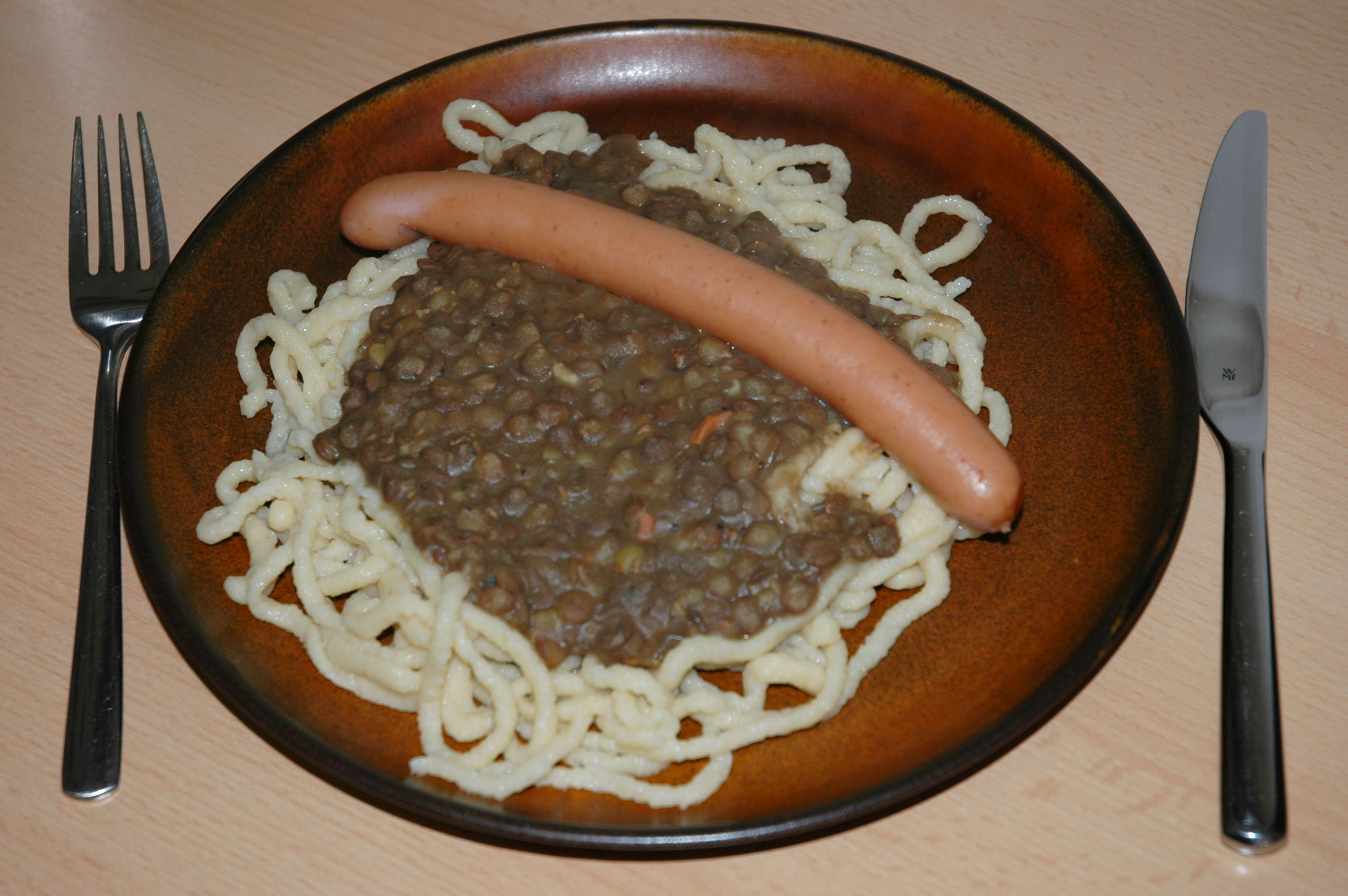
Linsen mit Spätzle und Saitenwurst

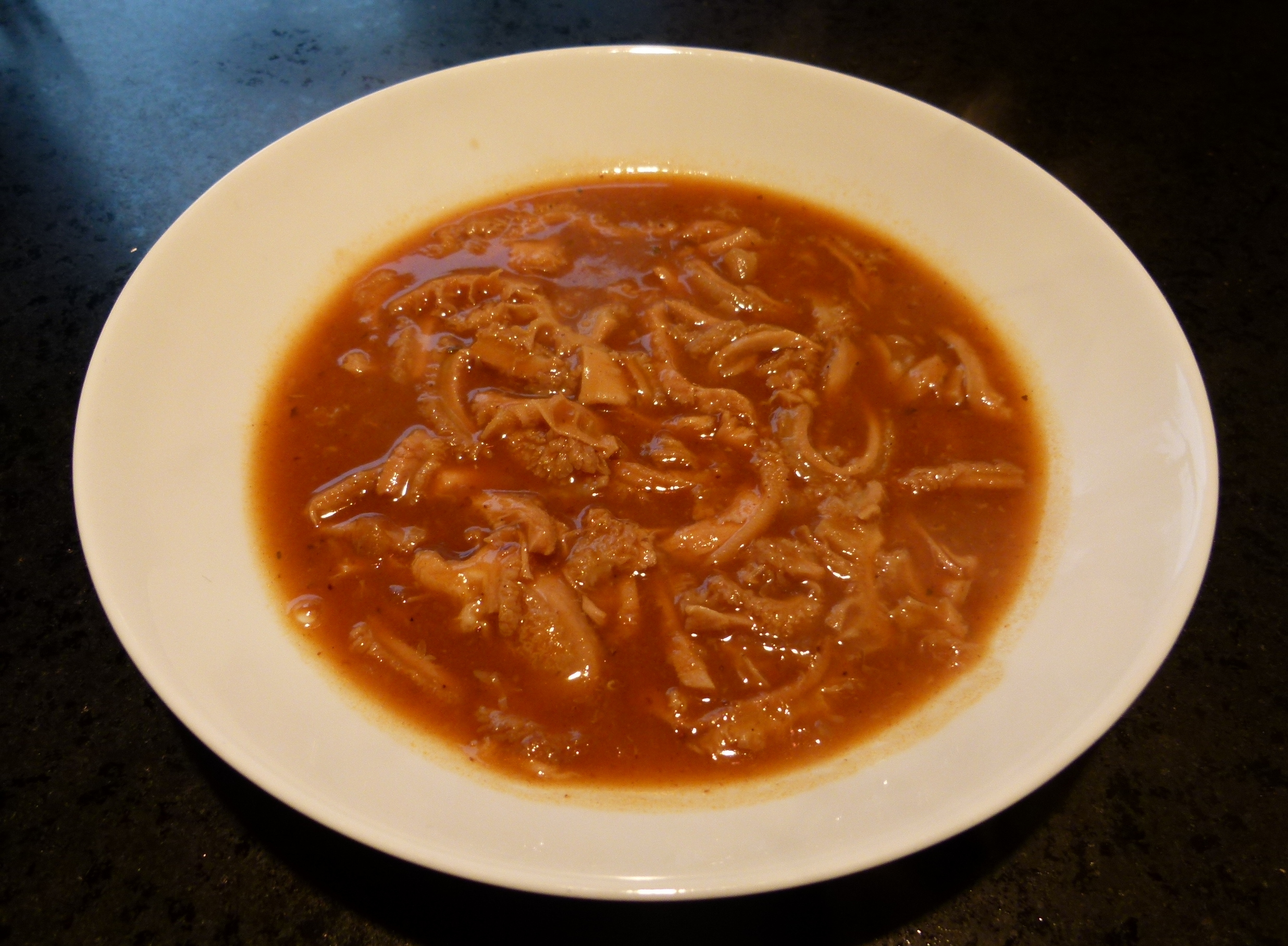
Schwäbische „Saure Kutteln“

Die schwäbische Küche ist im Gegensatz zur französisch beeinflussten badischen Küche eher bodenständig. Sie ist beheimatet im sogenannten „Schwabenland“, das große Teile Württembergs umfasst, die Region Bayerisch Schwaben sowie das Allgäu und, historisch gesehen, auch Vorarlberg.
Eine zentrale Bedeutung haben Eierteigwaren in den verschiedensten Variationen, zum Beispiel Spätzle oder Maultaschen. Aber auch gehaltvolle Suppen, Kartoffelgerichte und Eintöpfe sind typisch für die schwäbische Küche. Dazu kommen typische Brot-, Käse- und Wurstsorten, Backwaren allgemein, Desserts und Süßspeisen sowie traditionelle Getränke.

## Geschichte
Die regionale Küche kennt große Variationen je nach den Möglichkeiten der landwirtschaftlichen Nutzung: Über Jahrhunderte erlaubte etwa der karge und steinige Boden auf der Schwäbischen Alb neben der Schafzucht kaum Viehzucht in größerem Maße. Fleisch konnten sich dort nur wenige leisten; es galt als „Herrenessen“, während sich das Volk hauptsächlich mit Innereien und einfachen Mehlspeisen begnügen musste und so aber Speisen zubereitete, die auch die Reichen nicht verschmähten. Dem entspricht das schwäbische Sprichwort: „Bei de Reiche lärnd ma s’Schbara, bei de Arme s’Kocha.“ (Bei den Reichen lernt man das Sparen, bei den Armen das Kochen.)
Richtung Oberschwaben wird die Küche im Vergleich zur Alb vielseitiger – dank einer erheblich ertragreicheren Viehwirtschaft gab es stets Milch, Rahm und Käse.
Auch die früheren herrschaftlichen und konfessionellen Entwicklungen des Schwabenlandes beeinflussten die regionalen Küchen: In den pietistisch geprägten Teilen Alt-Württembergs ist die Küche meist karger, die Ernährung steht im Vordergrund. Die katholischen, durch Österreich und Klosterbesitz geprägten Teile in Oberschwaben und im bayerischen Schwaben haben eine eher genussfreudige Küche mit einem deutlich höheren Anteil an üppigen Mehlspeisen. Die Küchen um die ehemaligen Reichsstädte Ulm, Augsburg, Ravensburg, Biberach sind heute noch vielfältiger.
Als Mitte des 17. Jahrhunderts die Kartoffel („Grombir“, „Grombiera“, „Aidepfl“, „Herdepfl“, „Ebiera“ oder „Bodabirre“) eingeführt wurde, gewann diese auch hier an Beliebtheit und wurde in die Küche integriert (zum Beispiel als Schupfnudeln, Kartoffelsalat oder auch Bratkartoffeln).
Die traditionelle schwäbische Küche basiert bis heute größtenteils auf einem einfachen, deftigen und unkomplizierten und früher so genannten „Arme-Leute-Essen“.

## Teigwarengerichte
Denkt man an schwäbische Küche, so fallen einem zuerst Maultaschen und Spätzle ein. Frische Eierteigwaren in den verschiedensten Variationen werden zu Hauptgerichten verarbeitet oder als Beilage gereicht, fehlen dürfen sie ebenso wenig wie eine Soße, Brühe oder zumindest reichlich Butter dazu.
Als Geschmälzte (abgeleitet von ‚Schmalz‘) werden Teigwaren bezeichnet, die nach vorherigem Kochen in heißem Fett geschwenkt oder gebraten oder mit heißem Fett übergossen werden.

### Maultaschen

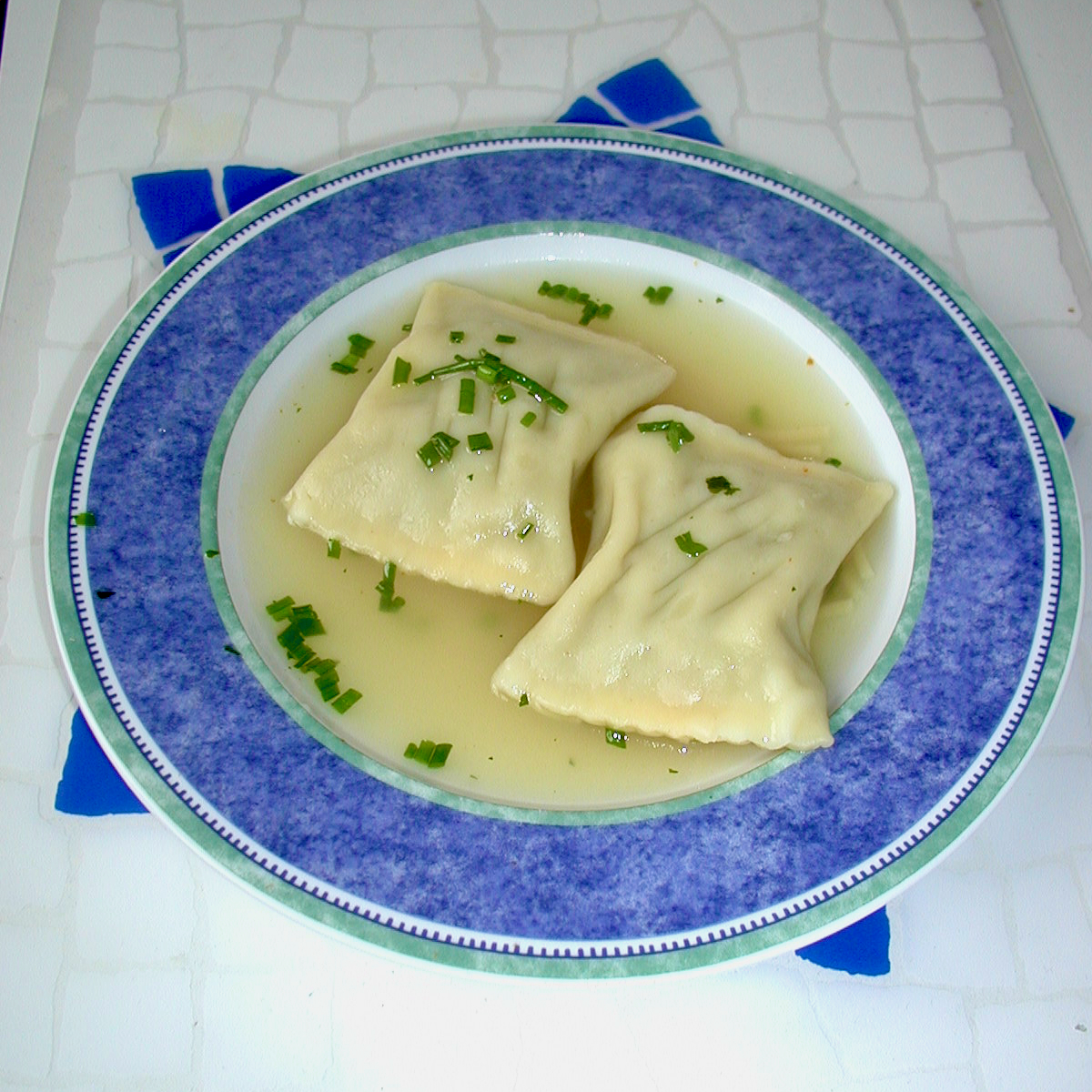
Maultaschensuppe

Die mittlerweile wohl bekannteste schwäbische Spezialität, gewickelte oder gefaltete Nudeltaschen mit einer herzhaften Füllung aus Fleisch, Spinat, Zwiebeln und eingeweichten „Wegga“ (Brötchen), hat sich in den letzten Jahren als Exportschlager erwiesen. Die sogenannten Maultaschen haben bis in den hohen Norden, sogar in Russland und den USA ihre Anhänger gefunden.
„Herrgottsbscheißerle“ ist ihr Kosename, wurden sie doch – so sagt es die Legende – einst von Mönchen erfunden, um das Fleischverbot in der Fastenzeit zu umgehen, da der Herr im Himmel das eingewickelte Fleisch nicht sehe (deswegen auch der Spinat in der Füllung). Ob als Einlage in einer kräftigen Rinderbrühe, mit gerösteten Zwiebeln geschmälzt oder in Streifen mit Ei angebraten, Maultaschen lassen sich immer wieder anders zubereiten. Mit unterschiedlichen Füllungen lassen sie sich weiter variieren. Sie sind auch ein sehr ausgewogener Nährstofflieferant.
Maultaschen sind in Schwaben das klassische Gründonnerstags-Essen.

### Spätzle und Knöpfle
Eine über die Grenzen Württembergs hinaus bekannte Zubereitung der schwäbischen Küche sind Spätzle, die – vergleichbar der Salzkartoffel in Norddeutschland – die Rolle einer universellen Beilage zu saucenreichen Fleischgerichten einnehmen, aber auch für eigenständige Gerichte (Käs’spätzle, Wurstspätzle) Verwendung finden. In der Regel werden sie mit in reichlich Butter gebräunten Semmelbröseln oder gerösteten Zwiebeln garniert. Seltener werden sie als Süßspeise, ergänzt mit Apfelmus oder anderen Obstkompotten, gereicht.
Spätzle werden aus einem zähflüssigen Teig zubereitet, der traditionell in schmalen Streifen von einem „Spätzlesbrett“ direkt ins kochende Wasser geschabt wird. Es gibt jedoch auch spezielle „Spätzlepressen“, die im Aufbau einer Kartoffelpresse ähneln. Kürzere Spätzle bis hin zu dicken, runden Knöpfle werden auch mit einem „Spätzlehobel“ hergestellt. Nach dem Kochvorgang können sie sofort serviert werden, üblicherweise werden sie jedoch nach dem Kochen noch einmal kurz in Butter geschwenkt. Der Teig wird im Württembergischen nur aus Mehl, Ei, Salz und Wasser zubereitet, gelegentlich werden zusätzlich andere geschmackstragende und färbende Zutaten (Spinat, seltener Bärlauch oder Tomatenmark) eingearbeitet.
Unter den eigenständigen Gerichten finden vor allem die Kässpätzle weite Verbreitung: Spätzle werden mit angebratenen Zwiebelringen in eine Form geschichtet und im Ofen mit Käse überbacken. Diese Zubereitungsart ist auch in den benachbarten Regionalküchen – in Bayern, Österreich und in der Schweiz – beliebt, die Zubereitungsart, vor allem auch der verwendete Käse, variieren jedoch von Region zu Region.
Originär schwäbisch ist hingegen ein anderes Spätzlegericht: Linsen mit Spätzle. Hierzu werden die Spätzle mit weichgekochten und mit Essig angesäuerten Linsen (vergleichbar einer stark angedickten Linsensuppe) serviert. Zu diesem kohlenhydratreichen Gericht werden gekochte Saitenwürste (Wienerle) und/oder ein Stück geräucherter Bauchspeck gereicht.
Die Bezeichnung Knöpfle gilt nicht nur den kurzen, runden Spätzle – eigentlich wird sie für in Wasserdampf gegarte Hefeknödel (auch genauer als Hefeknöpfle bezeichnet) verwendet. Sie werden gerne zu Braten mit dunklen Soßen gegessen und sind insbesondere in Heidenheim an der Brenz bekannt – hier gibt es sogar ein Standbild einer „Knöpfleswäscherin“.

### Schupfnudeln

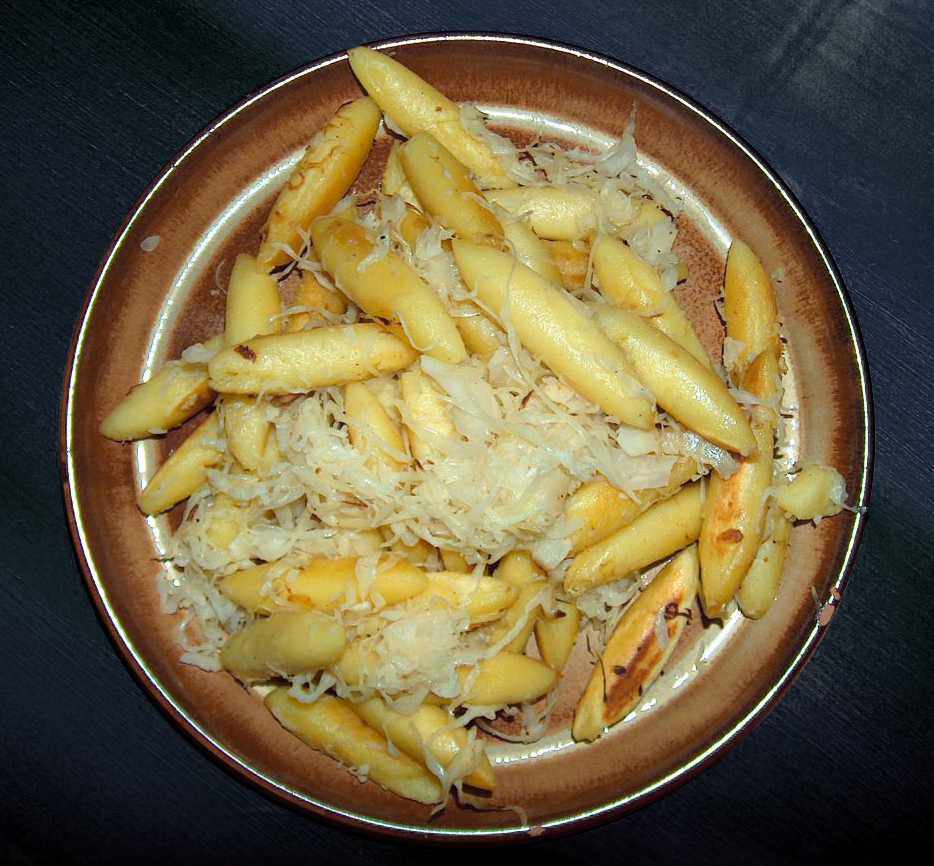
Schupfnudeln mit Sauerkraut

Etwas frivol auch „Buabaspitzla“ genannt, sind Schupfnudeln eine weitere Besonderheit aus der oberschwäbischen und Allgäuer Küche. Die länglichen, spitz zulaufenden Klößchen werden aus festem Kartoffelteig (ungefähr gleich viel Weizenmehl wie Kartoffeln) hergestellt, kurz in Salzwasser gegart und dann goldbraun in Butter angebraten. Diese können auch als Süßspeise gereicht werden, z. B. mit Zimtzucker oder Apfelmus. In manchen Regionen allerdings werden Schupfnudeln aus Nudelteig bevorzugt. Dazu zählen hauptsächlich Bayerisch Schwaben, Oberschwaben und das Allgäu.
Unter die Schupfnudeln wird gerne Sauerkraut und ein wenig Speck gemischt, alles zusammen dann in der Pfanne angebraten. Krautschupfnudeln sind auf Weinfesten, Fasnet, Jahrmärkten oder der traditionellen Kirchweih ein beliebter Imbiss.

### Pfannkuchen

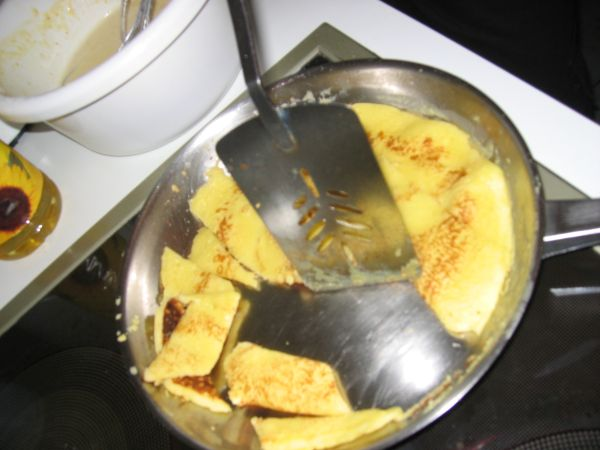
Kratzete

„Pfannkuchen“ oder „Flädle“ sind dünne, in Öl ausgebackene Eierkuchen. In Streifen geschnitten dienen sie als Suppeneinlage (siehe: Flädlessupp). Sie werden jedoch auch im Ganzen gegessen, mit herzhaftem Belag oder als Nachspeise mit Zimt und Zucker. Bei den sogenannten gefüllten Flädle werden Pfannkuchen eingerollt und zuvor mit einem herzhaften oder süßen Belag gefüllt. Typische Füllungen sind Hackfleisch oder Marmelade. Oft werden als Hauptspeise auch deftige gefüllte Flädle gegessen und anschließend als Nachspeise die süße Variante.
Eine Variante nennt sich „Kratzete“ oder (im Hohenlohischen) „Stepperle“, eine Art schwäbischer Schmarren. Es sind etwas dickere Pfannkuchen, die noch in der Pfanne mit dem Pfannenwender in kleine Stücke zerrissen werden. Anders als der österreichische Kaiserschmarrn werden Kratzete nicht nur als Süßspeise gegessen, sondern beispielsweise auch als traditionelle Beilage zu Spargel.

## Suppen und Eintöpfe
Auch einige gehaltvolle Suppen und Eintöpfe gehören zum Kernbestand schwäbischer Esskultur. In der Gastronomie meist vorneweg gereicht, stellen sie zu Hause gerne (und oft) das eigentliche Hauptgericht dar, dazugereicht wird Brot. Die Vorliebe für Suppen hat den Schwaben auch den Beinamen Subbaschwôb eingebracht.

### Gaisburger Marsch

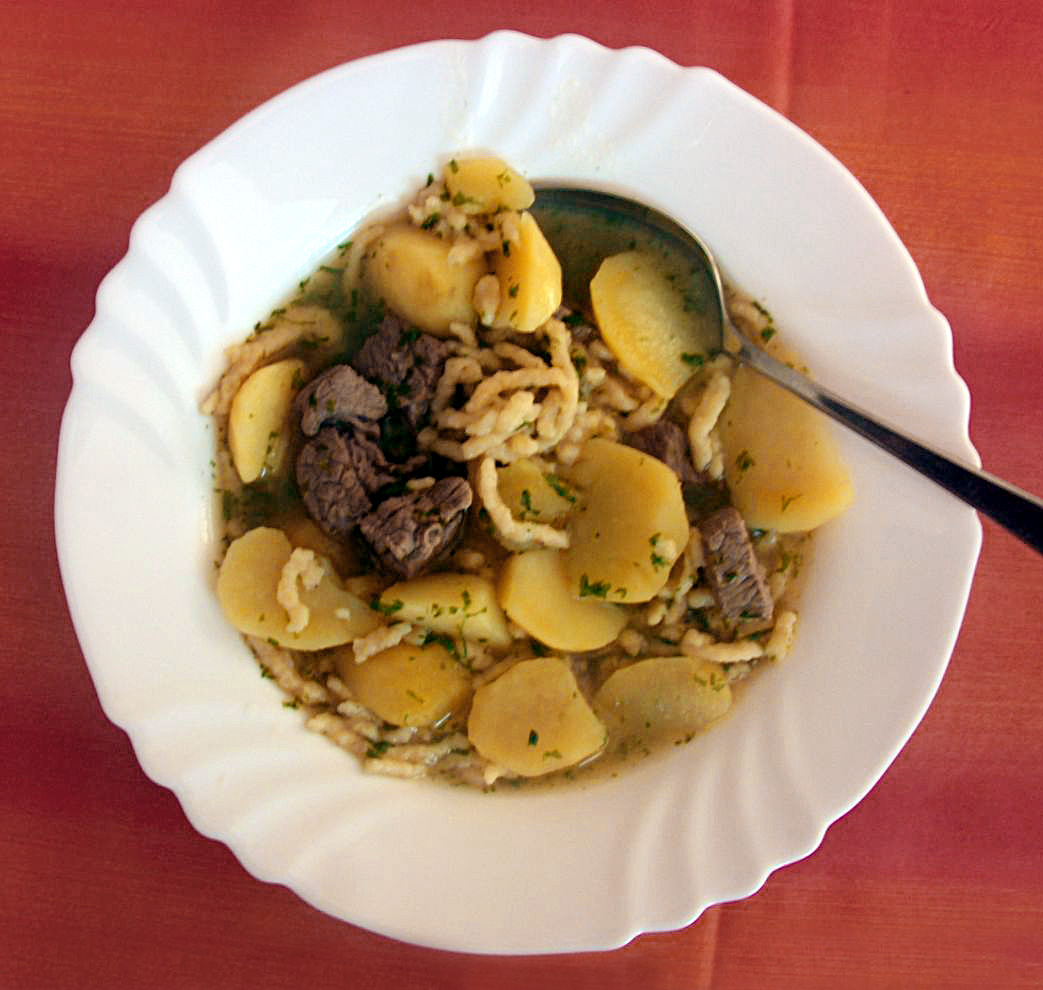
Gaisburger Marsch

Der Gaisburger Marsch, auch Böckinger Feldgeschrei oder Kartoffelschnitz und Spätzle genannt, ist ein kräftiger Eintopf mit gewürfeltem Ochsenfleisch, gekochten Kartoffeln und Spätzle. Besondere Zutat sind die in Butter goldbraun gebratenen Zwiebeln, die nach Fertigstellung über die Suppe gestreut werden. Der stärkende Eintopf wurde der Überlieferung nach im 19. Jahrhundert in Gaisburg (heute ein Stuttgarter Stadtteil) hungrigen Soldaten angeboten und erfreute sich derart großer Beliebtheit, dass entfernter stationierte Soldaten auch lange Wegstrecken in Kauf nahmen, um ihn zu verzehren. Der hierfür notwendige Marsch nach Gaisburg wurde im Namen des Gerichts verankert.

### Flädlesuppe
Dünne Eierpfannkuchen (siehe unter: Pfannkuchen) werden in schmale Streifen geschnitten. Da sie schnell aufweichen, gibt man sie erst kurz vor dem Servieren in eine klare Brühe. Flädlesuppe ist auch in den angrenzenden Regionen bekannt (zum Beispiel in Österreich als Frittatensuppe).

## Fleisch- und Fischspezialitäten
Die historisch durch wenig Wohlstand – anders als heute – bekannte Geschichte der Küche Württembergs wurde durch vergleichsweise wenig Fleischverzehr geprägt. Neben Lammbraten und dem hier traditionell mit Spätzle gereichten Zwiebelrostbraten gibt es dennoch eine Vielzahl regionaler Spezialitäten.
- Großer, wenn auch nicht ungeteilter Beliebtheit erfreuen sich die Sauren Kutteln, die man meist als „weiße Kutteln“ fertig gereinigt und gewässert, oft sogar vorgekocht kaufen kann. In Schwaben werden die Kutteln in Streifen geschnitten, in einer Mehlschwitze gedünstet und durch die Zugabe von Essig oder Wein gesäuert.
- Wie auch in anderen Regionen Süddeutschlands finden sich auch in der schwäbischen Küche Saure Nieren (hier „Saure Nierle“ genannt) und Saure Leber, die, in Scheiben geschnitten, gebraten und in einer Sauce fertiggekocht, mit Spätzle oder Bratkartoffeln und grünem Salat serviert werden.
- Beim schwäbischen Wurstsalat werden Schwarzwurst sowie Fleischwurst oder Leberkäse in schmale Streifen geschnitten. Er wird mit fein geschnittenen Zwiebelringen oder gewürfelten Zwiebeln, Essiggurken und Schnittlauch sowie einer Essig-Öl-Vinaigrette angerichtet. Dazu wird Brot gereicht.
- Als „Laubfrosch“ wird eine Art Krautwickel (standarddeutsch Kohlroulade) bezeichnet, der aus einer mit Salz, Pfeffer und Muskat gewürzten und in Spinatblätter eingewickelten Masse aus Bratwurstbrät und gemahlenen altbackenen Brötchen besteht. Laubfrösche werden in der Pfanne oder im Backofen gebraten.
- Der Bodensee (das „Schwäbische Meer“) ermöglicht den täglichen Fang von Bodenseefelchen, der als Forellenfisch an Land sehr begehrt ist und dessen helles, festes Fleisch am besten in Butter gebraten schmeckt, jedoch auch gedämpft oder geräuchert werden kann.

## Sonstige Gerichte

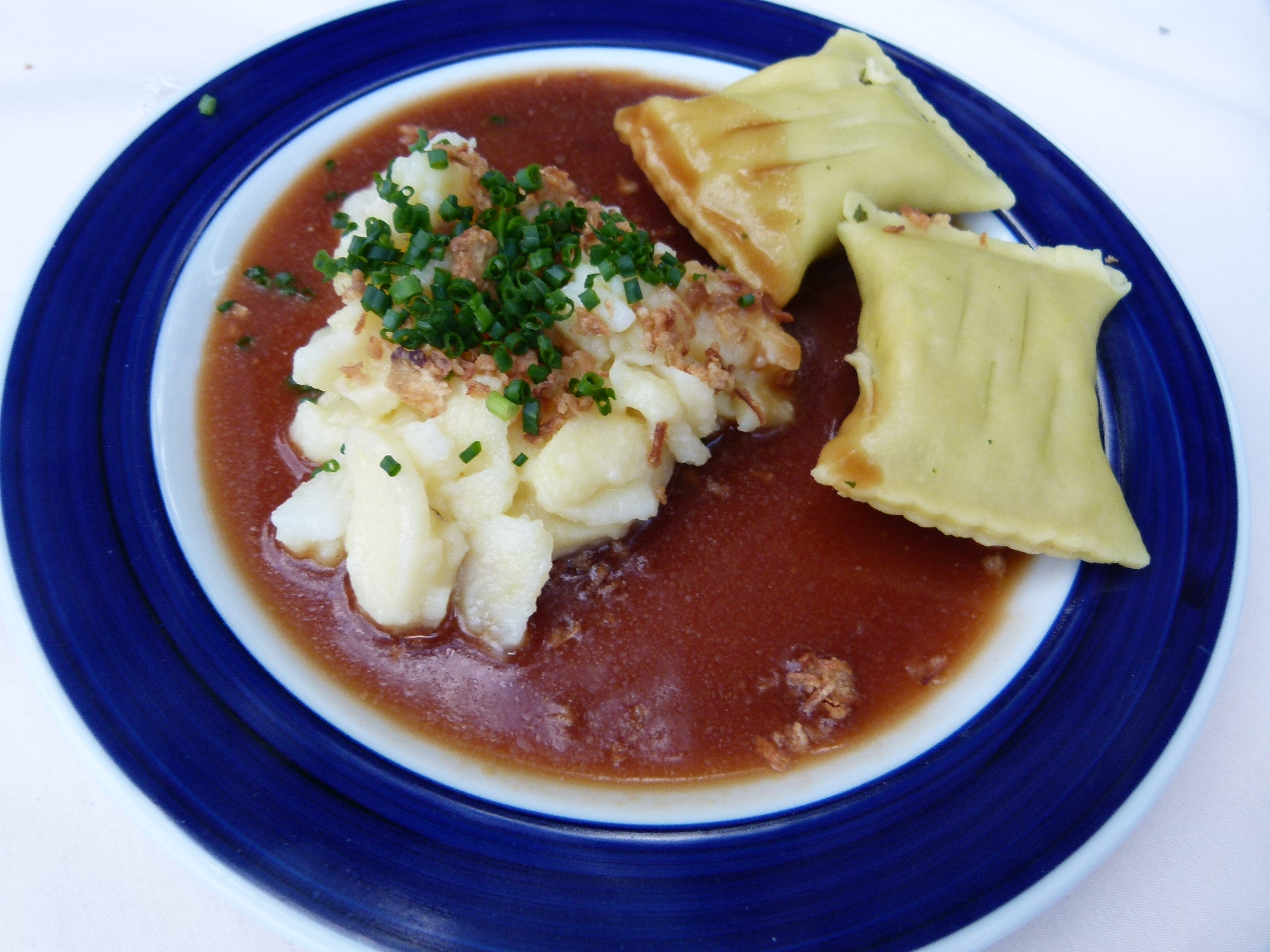
Schwäbischer Kartoffelsalat mit Maultaschen

Das sogenannte Filderkraut ist ein besonderes Kraut (schwäbisch für Kohl), das auf den Fildern bei Stuttgart angebaut wird. Aus dem runden Filderkraut, oder aber aus dem feineren Spitzkraut von den Fildern wird Sauerkraut hergestellt. Es dient aber auch zum baldigen Verzehr durch die Herstellung als Bayerisch Kraut oder als Krautsalat. Wie die Herstellung von Sauerkraut durch Milchsäuregärung gibt es auch noch die Herstellung von „Ständlesbohnen“ (Salzbohnen) aus Stangenbohnen. Dazu gibt es Lammbraten und Spätzle. Gelberübengemüse (aus fein geraspelten Karotten) mit Schälripple und Spätzle ist eine weitere Spezialität.
Für den schwäbischen Kartoffelsalat werden festkochende Salatkartoffeln gekocht, anschließend (noch heiß) geschält, in dünne Scheiben geschnitten und feingewürfelte Zwiebeln dazugegeben. Der Kartoffelsalat wird mit einer Marinade aus warmer Brühe, Essig und Öl übergossen und gut durchziehen gelassen. Er hat die richtige Menge an Marinade, wenn der Kartoffelsalat beim Umrühren schwätzt, also etwas schmatzt. Alternativ sagt man, dass er „zwischen furztrocken und soichnaß genau in der Mitte“ sein müsse.
Mayonnaise, Speckwürfel oder Essiggurken sind hier fehl am Platz, stattdessen wird der Salat oft mit Schnittlauch garniert und mit Senf gewürzt. Als Gemüsezugaben sind noch die feingeschnittene Salatgurke (auch als Salat) oder Endiviensalat denkbar. Ansonsten gibt es sehr viele Rezeptvariationen für schwäbischen Kartoffelsalat: So kann die Wahl der richtigen Kartoffelsorte, des Abkühlungsgrades derselben, bevor sie geschält oder die weiteren Zugaben zugefügt werden, die Dicke der Kartoffelscheiben und die Art, wie sie geschnitten werden, die Menge und Reihenfolge des Zufügens der flüssigen Zutaten (Brühe, Essig, Öl), die Menge und Art der Gewürze variiert werden. Laut Überlieferung ist es nicht richtig, dass eine Marinade über die Kartoffeln gegossen wird.

## Süßspeisen
Als Ofenschlupfer wird eine Art Auflauf bezeichnet, der aus in Scheiben geschnittenem, abwechselnd mit Apfelscheiben sowie Rosinen und Mandelblättchen in eine feuerfeste Form geschichtetem, mit einer Sahne-Ei-Mischung (Legierung) übergossenem und mit Zucker, Vanille und Zimt gewürztem altbackenen Weißbrot besteht.

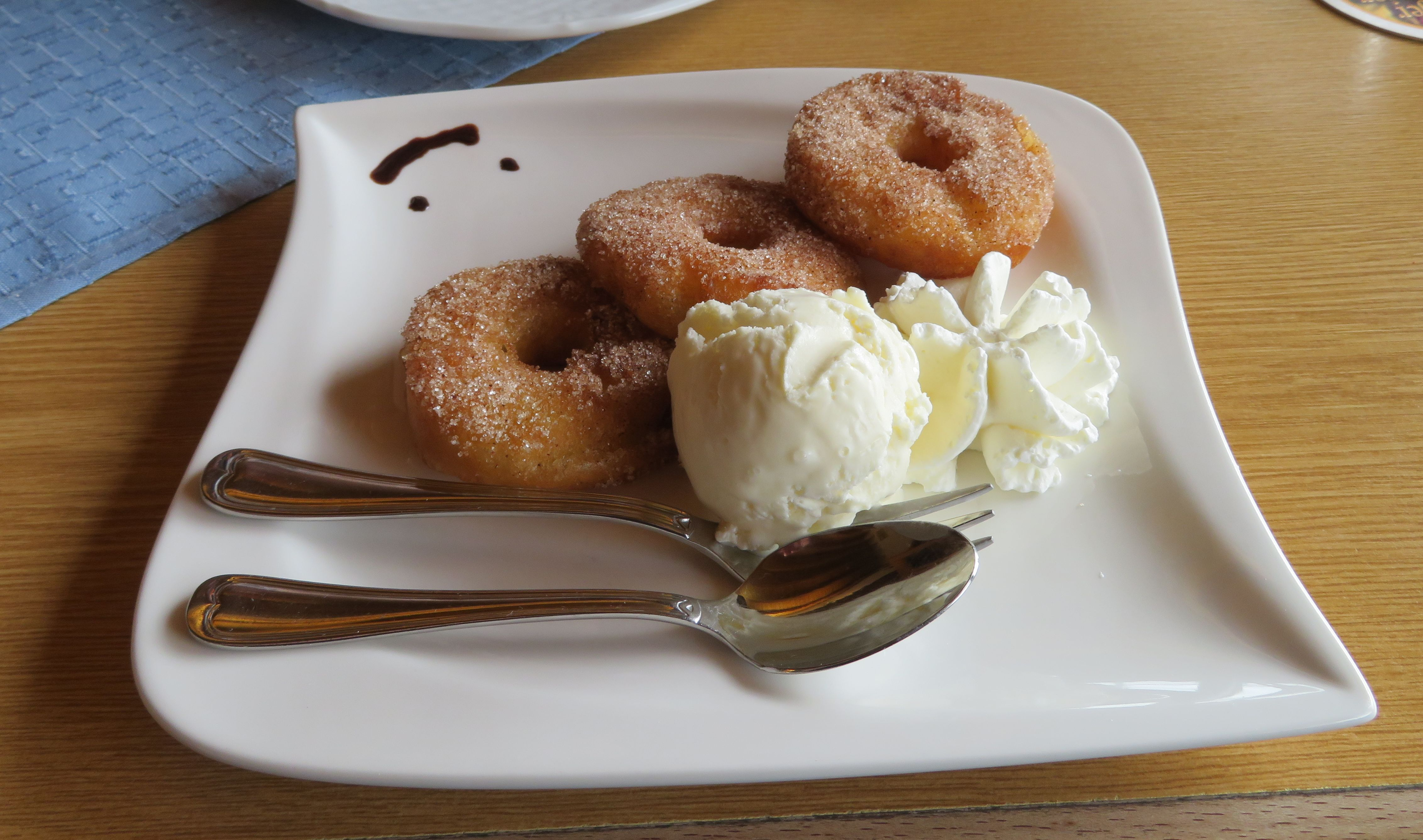
Apfelküchle

Apfelküchle heißen Beignets, die aus Äpfeln hergestellt und oft mit Vanillesauce serviert werden.
Kirschenplotzer, auch als Kirschenmichel bekannt, ist ein Auflauf aus alten Brötchen, die gemeinsam mit Butter, Milch, Ei und Zucker zu einer Teigmischung verarbeitet werden. Darunter werden Süß- oder auch Sauerkirschen untergehoben.
Pfitzauf ist ein luftiges Eiergebäck, eine Art Soufflé, das traditionell in speziellen Pfitzauf-Formen aus Steingut gebacken und mit Apfelmus oder Vanillesauce serviert wird. Weniger verbreitet sind pikante Varianten, zum Beispiel mit Käse und Speck.
Allgäuer Nonnenfürzle sind in heißem Fett ausgebackene, luftige Krapfen aus Hefeteig, die traditionell während der Fastnachtszeit gegessen werden. Sie werden als Nachspeise einfach mit Puderzucker oder auch mit Kirschen oder Vanillesauce serviert.
Zur Fasnetszeit ebenfalls weit verbreitet sind Fasnetsküchle, ein in Schmalz gebackenes Hefegebäck, das es in zwei Varianten gibt. Einerseits gibt es die dickere Form der Fasnetsküchle, die ein weiches Inneres hat. Andererseits gibt die Variante als „Ausgezogene“, d. h. der Teig wird vor dem Ausbacken auseinandergezogen, so dass ein mehr oder weniger flacher Hefefladen entsteht.
Die im ganzen süddeutschen Raum verbreiteten Dampfnudeln werden im Schwäbischen normalerweise mit einer dunklen salzigen Kruste am Boden zubereitet und häufig mit Obst, z. B. Zwetschgenkompott, gegessen. Auch Buchteln, die den Dampfnudeln ähneln, aber eine Kruste an der Oberseite haben, werden im Schwäbischen gegessen.
Eine weitere schwäbische Süßspeise sind die Grießschnitten. Dafür wird eine Art Grießbrei zu einer flachen Masse geformt, z. B. auf einem Backblech. Die fest gewordene Masse wird in rautenförmige Stücke geschnitten und in der Pfanne goldbraun angebraten. Dazu wird häufig Kompott oder Apfelmus gegessen. Die Grießschnitten werden oft auch mit Zucker und Zimt bestreut.

## Backwaren

### Brot und Gebäck

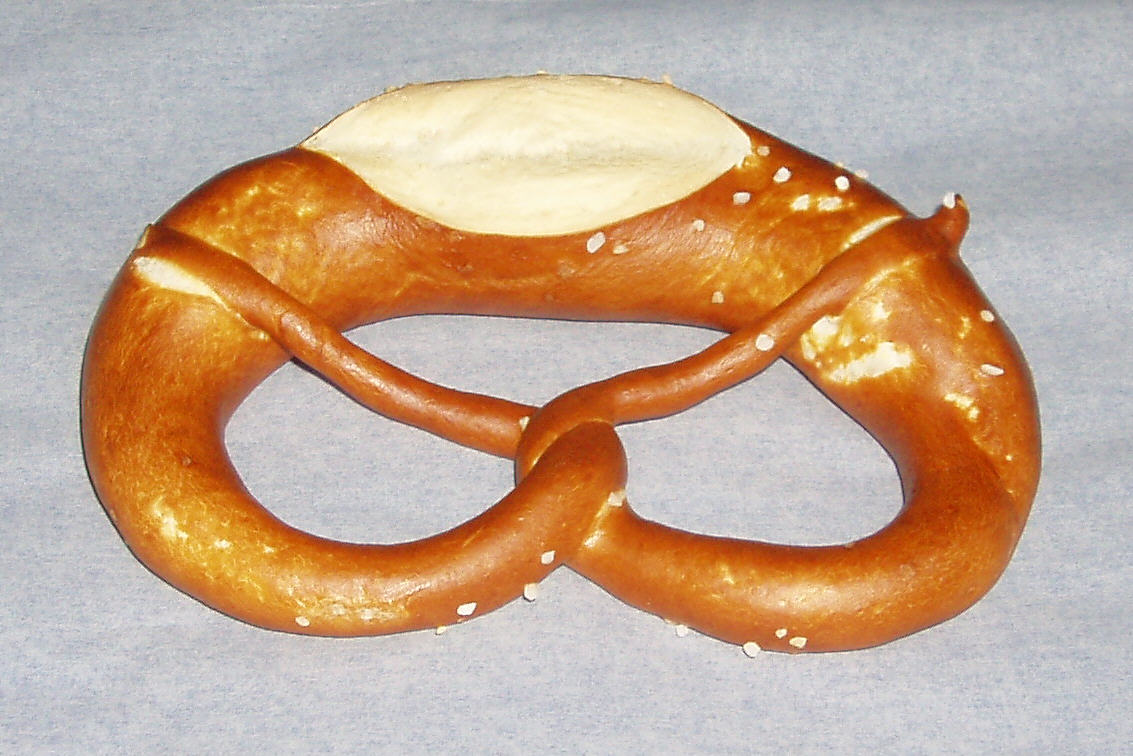
Laugenbrezel

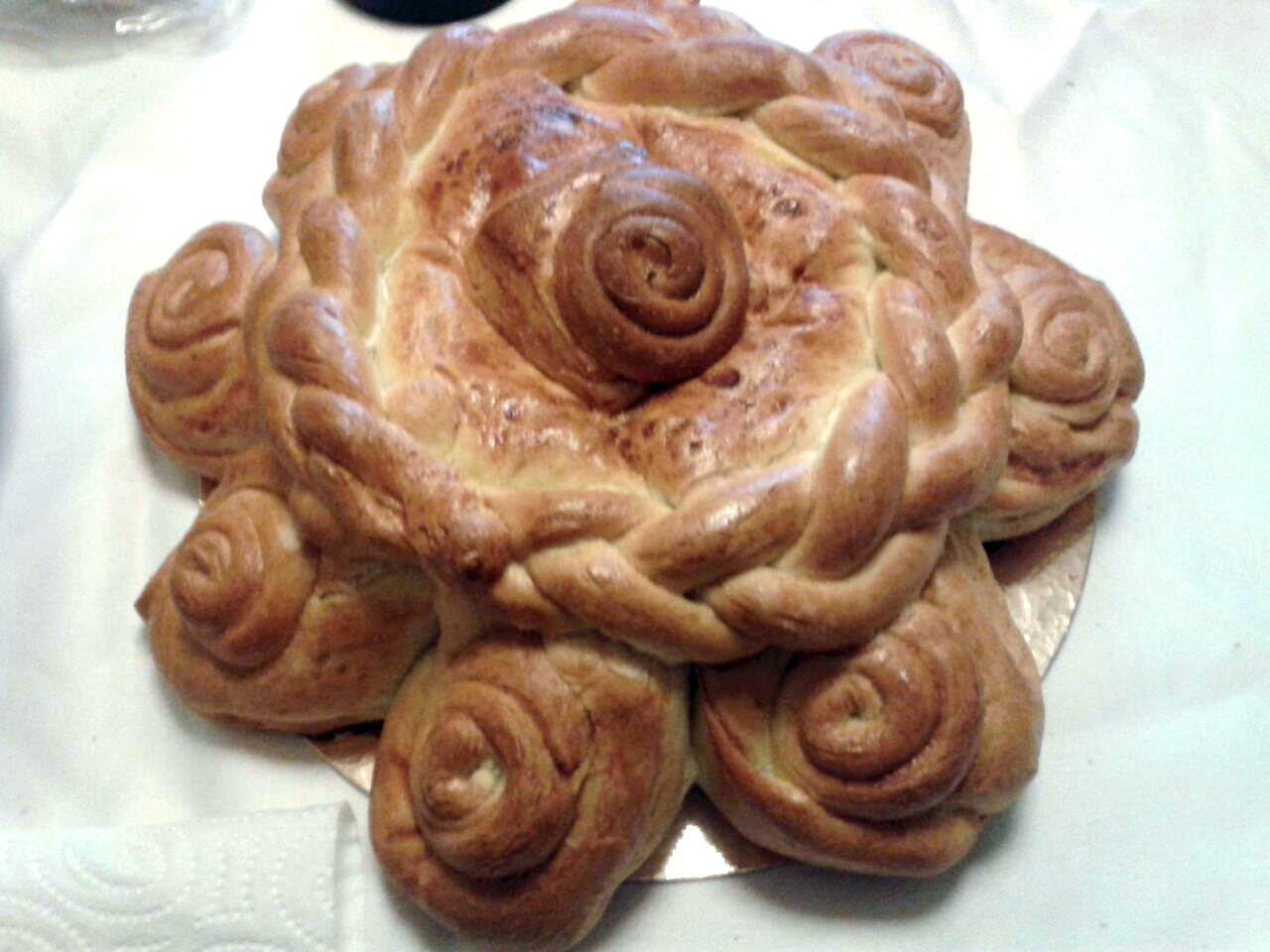
Reutlinger Mutschel

Charakteristisch für die schwäbische Backwelt, obwohl durch größere Bäckereiketten im Rückgang, ist eine mannigfaltige Auswahl örtlich verschiedener Brotvarietäten. Auch die genaue Ausprägung weiträumig vorkommender Backwaren zerfällt oft in weitere, nicht mehr näher benannte Unterarten.
In jeder Bäckerei finden sich jedoch Laugengebäck (Brezeln, Wecken und Stangen) und Hefezopf, die zu den traditionsreichsten schwäbischen Gebäcken zählen. Die typische schwäbische Brötchenform, der Wecken ähnelt im Prinzip den bayrischen und österreichischen Semmeln. Die Laugenwecken haben auch die typische Kreuzform auf dem Rücken, sind aber meistens etwas dicker. Die schwäbische Brezel unterscheidet sich von der bayrischen hauptsächlich dadurch, dass der „Bauch“ deutlich dicker und weicher als die verschränkten knusprigen „Füße“ ist.
Die schwäbische Seele (oder Briegel) ist ein baguetteartiges Weißbrot aus Dinkel, das aus dem Oberschwäbischen stammt. Der relativ dünnflüssige Teig aus Dinkelmehl, Hefe, Wasser und Salz wird von Hand zu einem länglichen Brot geformt, mit Kümmel und grobem Salz bestreut und goldbraun gebacken. Außen knusprig, ist die Seele innen weich und luftig. Dank des hohen Kleber-Gehaltes von Dinkelmehl bleibt sie innen feucht. Aus einem ähnlichen Teig, aber in anderer Form, wird der Knauzen hergestellt.
Der Briegel ist in Ostwürttemberg beheimatet und ähnelt äußerlich je nach Region einer Seele oder einem größeren Wecken, wobei das gemeinsame Charakteristikum die schwere, dicke Konsistenz, meist auch die noch saftigere Konsistenz als bei der Seele, ist. Er gehört zu den genetzten Broten wie diverse Sorten genetzter Laibe (das Eingenetzte) oder genetzter Wecken (der Eingenetzte (mit Kümmel), Wasserwecken (ohne Kümmel) ). Ähnlich ist noch, obwohl nicht eingenetzt, der Knauzen aus der Wendlinger Gegend.
Als Dinnete (je nach Region auch Dennete, Deie, Dinnede, Dinne, Dünne, Dünnele, Dinnele, Dennetle oder Zwiebelbretschale, siehe auch regionale Ausdrücke für Wähe) bezeichnet man eine Spezialität der schwäbisch-alemannischen Küche, die dem Elsässer Flammkuchen ähnelt, jedoch in der Regel kleiner, aber mit einer herzhaften Mehlmischung gebacken wird. Dinneten sind ebenfalls der Entstehung nach sehr nahe mit der vor allem in der Schweiz verbreiteten Wähe verwandt, die regionalen Übergänge sind fließend. Dinneten werden mit unterschiedlichen Belägen angeboten, traditionell mit Zwiebeln und Speck, aber auch mit Äpfeln, Kartoffeln, Käse oder anderen Zutaten.
Die Reutlinger Dreikönigsmutschel ist ein sternenförmiges, mürbes Hefegebäck mit acht Zacken und einer runden Erhebung in der Mitte, um die meist ein geflochtener Kranz gelegt ist. Die Mutschel ist in Reutlingen und Umgebung beheimatet, wo seit Jahrhunderten am Donnerstag nach Dreikönig der „Mutscheltag“ gefeiert wird – dabei wird um die Mutschel gewürfelt und gefeiert.

### Pikante Kuchen

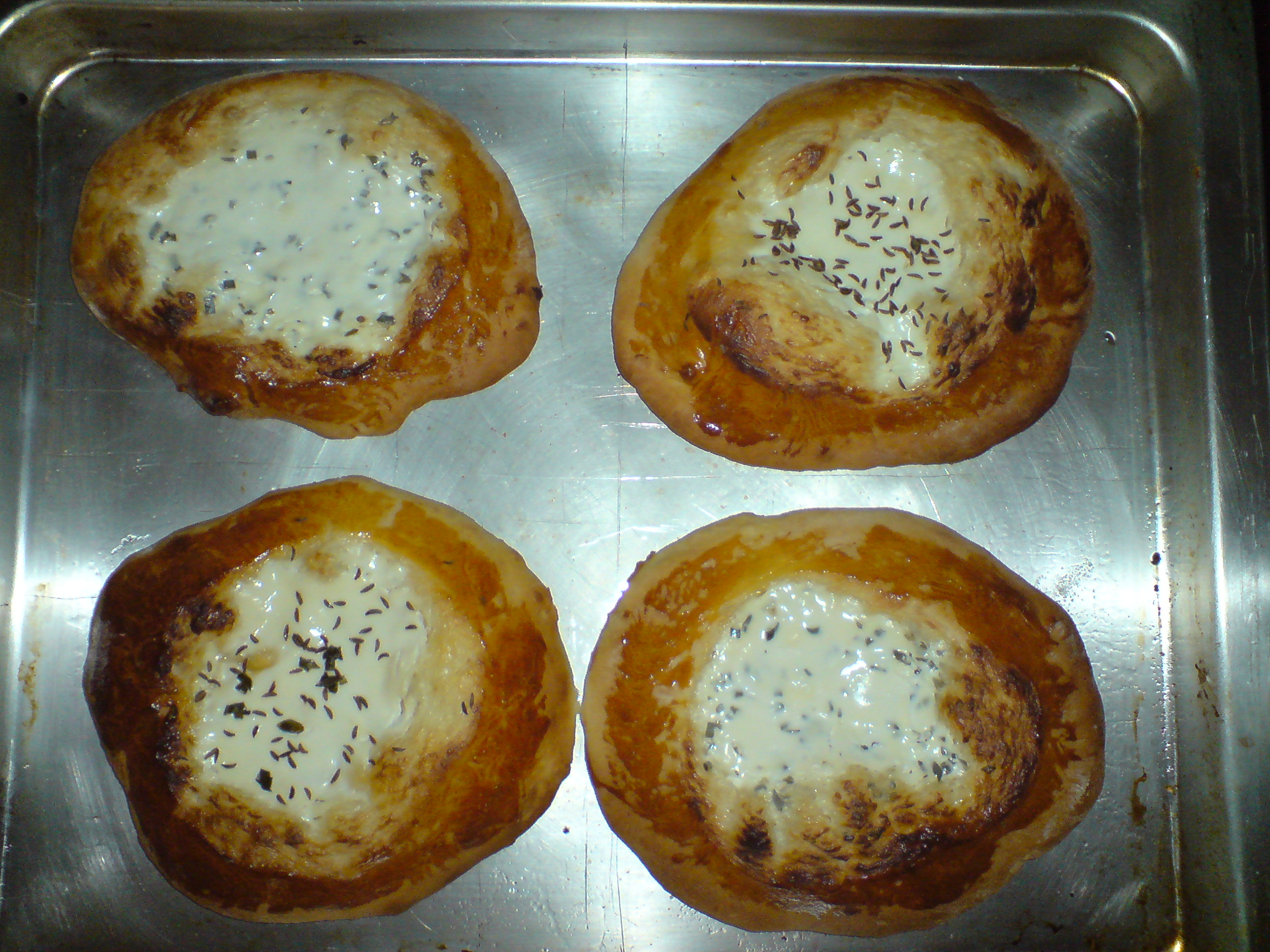
Bätscher

Der schwäbische Rahmkuchen ist ein dünner, mit Saurer Sahne („Rahm“), Zwiebeln oder Lauch und Speck belegter Hefefladen, ähnlich dem Elsässer Flammkuchen. Der Belag variiert jedoch – so fügen manche Ei oder Kümmel hinzu. Zumindest im Raum Heilbronn beliebt ist auch die Variante als „Peterlingkuchen“, bei dem der Belag aus Petersilie besteht. Auch der Name unterscheidet sich von Ort zu Ort: Um Stuttgart heißt der Rahmkuchen „Deie“, auf der Alb „Dennetle“, auf der Mittleren Alb „Wäs“, in Oberschwaben „Dinnette“, im Albvorland „Bätscher“ oder „Dätscher“.
Die klassische Saison für den schwäbischen Zwiebelkuchen, einem mit Kümmel und Speck in runder Springform hergestellten und der Quiche lorraine verwandten Rahmkuchen, ist im Spätsommer/Herbst. Dazu wird Süßmost oder (im Allgemeinen roter) Neuer Wein getrunken.

### Süße Kuchen
Beim weitverbreiteten Träubleskuchen handelt es sich um einen Kuchen aus Mürbeteig, der vor dem Backen mit einer Masse aus roten Johannisbeeren („Träuble“) und Eischnee gefüllt und mit einer Haube aus Eischnee überdeckt wird.
Sehr beliebt sind auch verschiedene Arten von Süßen Stückle, das heißt süßes Kleingebäck. Zu den weit verbreiteten Formen gehören die Schneckennudeln, das sind Hefeschnecken mit Mandel-Zimtfüllung oder mit Nussfüllung. Ebenfalls ein typisches Gebäck sind die Nusshörnchen (Nusshörnle), die im Aussehen Croissants ähneln, aber meist aus Hefeteig bestehen und eine Haselnussfüllung enthalten.
Zur Weihnachtszeit werden zahlreiche verschiedene Plätzchen gebacken, die je nach Region Gutsle oder Bredla genannt werden. Eine besondere Form sind die mit verschiedenen Modeln hergestellten Springerle mit Anis.

## Getränke
In weiten Teilen Schwabens wird im Vergleich zu Norddeutschland mehr Wein getrunken, insbesondere in den Württemberger Weinbaugebieten rund um die Neckarregion. Häufig in Schwaben ist auch Most (vergorener Obstsaft), den man vielerorts in kleinen Keltereien selbst herstellen lassen kann. Dazu wird in der Regel eine Mischung aus Äpfeln und Birnen verwendet. Bier wird in Schwaben wie auch sonst in Deutschland ebenfalls viel getrunken. Die meistverbreitete Biersorte ist ein dem Hellen nahes Export oder Lager, welches man normalerweise erhält, wenn man lediglich „ein Bier“ verlangt. Pils ist ebenfalls verbreitet. Daneben gehört Weizenbier zu den klassischen schwäbischen Biersorten. Im Vergleich zu Ober- und Niederbayern wird im Schwäbischen häufiger Kristallweizen getrunken. Vor allem im Sommer hat das Schorle (saurer oder nach Wunsch auch süßer Sprudel mit Wein oder Obstsaft gemischt) viele Anhänger, ebenso wie das Radler (süßer oder saurer Sprudel mit Bier).